# 桑德拉·布莱克斯利
桑德拉·布莱克斯利（英語：Sandra Blakeslee，1943年—）是一位美国科普作家，曾为《纽约时报》撰稿四十年，主要科普作品有《脑中魅影》（Phantoms in the Brain: Probing the Mysteries of the Human Mind，与维莱亚努尔·拉马钱德兰合著，1998年出版）等。